# Zelomorpha mariyavladmirovnae
Zelomorpha mariyavladmirovnae (лат.) — вид паразитических наездников рода Zelomorpha из семейства Braconidae. Назван в честь Mariya Frahm.

## Распространение
Центральная Америка: Коста-Рика, Área de Conservación Guanacaste, Sector Mundo Nuevo, GPS: 10.77175, -85.434, на высоте 305 м.

## Описание
Мелкие перепончатокрылые наездники, длина тела около 1 см. Эндопаразитоиды свободноживущих гусениц чешуекрылых вида Ormetica sicilia (Erebidae), которые питались на молодых листьях Inga vera из семейства Fabaceae. Гусеница была собрана 28 декабря 2007 года, а наездник вылупился из неё 14 января 2008 года. Молекулярный диагноз по нуклеотидам ДНК: 250 A, 354 G, 462 C, 543 G.
Шпора передних голеней короче первого членика лапки; передние лапки с простыми когтями, не гребенчатые; яйцеклад короче половины длины метасомы; лоб ограничен килями. Вид был впервые описан в 2019 году американскими и канадскими энтомологами во главе с Сарой Мейеротто (Sarah Meierotto, Кентуккийский университет, Лексингтон, США).